# Наухатько, Александр Корнеевич
Александр Корнеевич Наухатько (укр. Олександр Корнійович Наухатько; род. 1940) — советский и украинский спортсмен и тренер; Заслуженный тренер Украины, Заслуженный работник физической культуры и спорта Украины (1999); вице-президент Украинской федерации самбо, главный тренер национальной сборной страны.

## Биография
Родился 10 августа 1940 года в селе Тарасовка Семёновского района Полтавской области.
Учился в семёновской средней школе № 2, где под руководством учителя физкультуры Трофима Трофимовича Бутенко занимался лёгкой атлетикой. После окончания восьми классов по комсомольской путёвке направлен в Донбасс, где закончил ремесленное училище. Работал столяром-краснодеревщиком, посещал спортивную секцию, выполнил первый разряд в прыжковой акробатике. Затем проходил военную службу в Советской армии на Северном флоте. После демобилизации вернулся домой и по случаю занялся самбо — после того, когда на улице вступился за девушек.
Вскоре поступил в Киевский институт физкультуры (ныне Национальный университет физического воспитания и спорта Украины), который окончил в 1966 году. Одновременно учился на юридическом факультете Киевского университета (ныне Киевский национальный университет имени Тараса Шевченко). Продолжил заниматься самбо, первым его наставником был Нашир Софин. Стал семикратным чемпионом Украинской ССР, призёром всесоюзных соревнований, Почётным мастером спорта СССР.
С 1971 года Александр Корнеевич находился на тренерской работе. С 1991 года — главный тренер сборной команды Украины по борьбе самбо; в этом же году добился в Международной федерации самбо (FIAS) включения украинской заявки на чемпионат мира.
За годы независимости Украины (после распада СССР) его воспитанники борцы-самбисты получили более тысячи медалей и добились международного признания. В творческом содружестве со своими коллегами он подготовил 21 чемпиона мира, 45 чемпионов Европы, 12 заслуженных мастеров спорта, 24 мастера спорта международного класса. Среди его учеников — Марк Тальянский, вице-президент судейской коллегии Всеукраинской федерации боевых искусств.
В сентябре 2012 года автобус с украинскими подростками-самбистами, возвращавшимися с чемпионата Европы среди кадетов, вблизи латвийского города Саласпилс столкнулся с грузовиком из Польши и съехал в кювет с высоты около 10 метров. Руководителем группы самбистов был А. К. Наухатько, который получил переломы рук и ног, а также сотрясение мозга.
Александр Наухатько является автором книги «Мій головний тренер — життя».

## Награды
- Награждён орденом «За заслуги» 3-й степени (2005).
- За весомый вклад в возрождение духовных, исторических, патриотических и спортивных традиций украинского казачества был награждён знаком Украинского реестрового казачества «Серебряный казацкий крест» II степени.
- Почётный гражданин Семёновского района Полтавской области[6].